# Georges VIII (roi de Géorgie)
Georges VIII (en géorgien : გიორგი VIII, g'iorg'i VIII ; né entre 1415 et 1417 et mort en 1476), rarement connu en tant que Georges IX, est un roi de Géorgie du XVe siècle de la dynastie des Bagrations. Il règne sur le royaume de Géorgie, d'abord comme roi associé à son père Alexandre Ier (1433-1442) et à ses frères Vakhtang IV et Démétrius III (1442-1453), puis sur le royaume de Kakhétie en tant que Georges Ier.
Né dans la maison royale des Bagrations qui domine le royaume de Géorgie depuis le XIe siècle, il est le troisième fils du roi Alexandre Ier qui,  en 1433, l'associe au trône avec ses frères, alors qu'il est encore très jeune, afin de consolider son pouvoir face aux puissants nobles. Le futur Georges VIII tombe toutefois sous l'influence de cette noblesse, provoquant l'abdication de son père en 1442, et prend en charge l'administration de la Géorgie orientale sous la direction de son frère aîné Vakhtang IV. À la mort de ce dernier en 1446, il prend le contrôle du royaume de Géorgie au détriment de son frère Démétrius III dans des circonstances mystérieuses.
Georges VIII reste connu comme étant le dernier monarque à gouverner la totalité du royaume géorgien, même si la division du royaume n'est officielle qu'en 1490. En effet, il perd rapidement le contrôle du Samtskhé dans les années 1460 lorsque l'atabeg Qvarqvaré III déclare son indépendance, puis de la Géorgie occidentale lors de la guerre du triumvirat géorgien. Il perd son trône après avoir été capturé et emprisonné par l'atabeg de Samtskhé en 1465, créant une vacance de pouvoir qui autorise la grande noblesse à s'approprier de larges territoires semi-indépendants à travers la Géorgie. Libéré en 1466, il s'empare de la Kakhétie et proclame l'indépendance de ce royaume, qu'il gouverne pacifiquement jusqu'à sa mort en 1476, en le dotant de ses premières institutions.
Sur le plan international, Georges VIII assiste à un large bouleversement géopolitique au Proche-Orient engendré par la chute de Constantinople en 1453, suivie de celle de Trébizonde en 1461, deux conflits dans lesquels il n'intervient pas contre les Ottomans en dépit des demandes des Byzantins. Son projet de croisade contre la Turquie, formé avec Rome, échoue car les États européens refusent de s'engager dans le conflit.

## Biographie

### Jeunesse
Georges Bagration, né entre 1415 et 1417, est le troisième fils du roi Alexandre Ier de Géorgie. Sa mère, la reine Thamar, est la seconde épouse du roi et la fille du roi rebelle Alexandre de Géorgie occidentale. Il est éduqué à la cour royale avec ses frères aînés et, en tant que prince royal, est nommé dans les documents royaux depuis 1417. Ainsi, il est nommé au côté de son père dans les chartes royales du 29 septembre 1417, du 22 septembre 1419, du 6 janvier 1424, de 1427 et du 21 janvier 1428. Cependant certaines chartes royales ignorent Georges tout en citant ses frères durant la même période.
Son père connaît de nombreux succès durant son règne, dont la prise de Loré en 1431. Il centralise alors son royaume et tente d'augmenter le contrôle de la Couronne sur l'Église orthodoxe géorgienne, préparant le jeune prince David, cadet de Georges, comme futur catholicos de Géorgie.

### Associé au trône
Dans les années 1430, le roi Alexandre Ier entame un programme de centralisation du royaume, punissant les grands féodaux qui restent insoumis à Tbilissi. Confisquant les territoires de nombreux nobles, il décide d'associer au trône ses quatre fils : Vakhtang, Démétrius, Georges et Zaal, en 1433. Selon Cyrille Toumanoff, le roi s'inspire du système byzantin pour partager son pouvoir avec ses fils et leur confie la direction quotidienne du royaume, mais cette explication est largement niée par Vakhoucht Bagration, qui questionne l'association au XVIIIe siècle. Alexandre prend en charge l'expansion militaire du royaume, ainsi que la reconstruction des nombreuses villes détruites par des siècles de guerres.

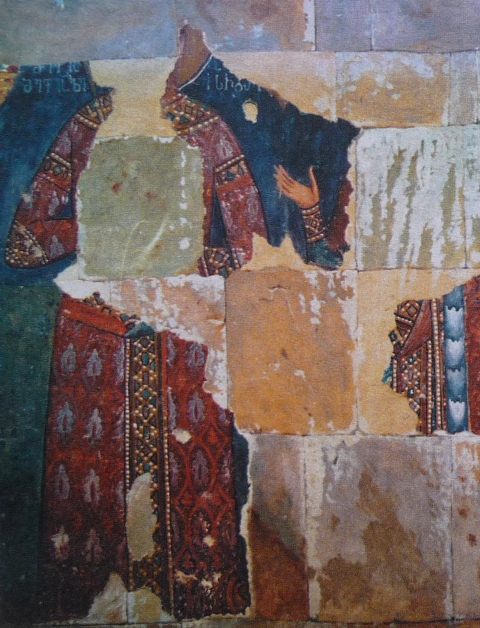
Georges est associé au trône par son père dès 1433.

En tant que co-roi, Georges envoie un représentant dans la délégation géorgienne qui participe au concile de Ferrara en 1438, puis au concile de Florence de 1439, deux assemblées œcuméniques du pape Eugène IV. Alexandre autorise ses fils à se faire représenter aux deux conciles pour balancer les représentations de la Mingrélie et du Samtskhé, qui souhaitent alors recevoir le soutien de Rome pour leur indépendance.
En 1439, le roi Alexandre tombe gravement malade et ses fils prennent en charge l'administration du royaume. Toutefois, malgré le manque d'espoir chez ses médecins, il recouvre la santé en 1440, mais découvre une cour royale hors de son contrôle. L'influente noblesse pousse à la division au sein de la famille royale et Georges et ses frères deviennent de plus en plus indépendants, refusant d'obéir aux ordres de leur père. Cette division se révèle particulièrement sévère quand le conseil royal ne parvient pas à s'accorder sur une stratégie pour se défendre contre l'invasion du souverain turkmène Jihan Shah, qui finit par massacrer près de 2 000 Géorgiens.
En 1442, Alexandre, qui ne peut plus contrôler son royaume face aux ambitions de ses fils, abdique après un règne de 30 ans et se retire dans un monastère sous le nom d'Athanase. Avant de se retirer, il organise le mariage de Georges à la princesse Nestan-Daredjan Bagration, fille de son oncle Bagrat. Le trône de Tbilissi est laissé à l'aîné de ses fils, Vakhtang IV, tandis que ses autres fils se partagent le royaume. Le jeune Zaza Bagration, quant à lui, disparaît de l'histoire. Alexandre meurt en 1446.

### Succession àVakhtangIV
À la suite de l'abdication d'Alexandre Ier, Vakhtang IV lui succède comme « roi des rois », une titulature qui lui donne précédence sur ses cadets. Démétrius et Georges restent néanmoins administrateurs de certaines régions du royaume, mais les sources restent incertaines sur leur titre (Cyrille Toumanoff et Donald Rayfield leur préservent la nomination de roi, mais les Chroniques géorgiennes ne font d'eux que des « princes » ou მთავარი, mtavari). De plus, selon l'historien du XVIIe siècle Vakhoucht Bagration, ce n'est qu'en 1445 que Georges est associé au trône par son frère. Dans son XIIe discours sur l'histoire, le catholicos Anton Ier mentionne Georges comme gouvernant une large partie du royaume sous le règne de Vakhtang IV : 
« La Kakhétie, l'Hérétie, où se trouvent les petits pays de Tchari et de Kaki, le Chaki, possedé actuellement par Adji-Tchalabi, le Chirvan, dont la ville capitale est Şamaxı, et il [Vakhtang IV] ne lui conféra pas le titre de roi mais celui de mtavari »
David Bagration, qui écrit au XIXe siècle, lui rajoute les territoires du nord-est du Caucase, dont Derbent sur la Mer Caspienne. Vakhoucht Bagration, quant à lui, cite différemment les frontières des domaines de Georges : la Ciscaucasie au nord, l'Aragvi à l'ouest jusqu'au mont Lilo (le Plateau de Iori), le Mtkvari au sud et la Mer Caspienne à l'est. Démétrius et Vakhtang se partagent la Géorgie occidentale et la Karthli. Le règne de Vakhtang IV se révèle court et il meurt en 1446 sans héritier. Dans des circonstances mystérieuses et peut-être selon la volonté de Vakhtang, Georges prend possession de la couronne, déshéritant son frère aîné, le faible Démétrius, qui se retrouve refoulé en Géorgie occidentale. La chronologie officielle des monarques géorgiens, rédigée au XVIIIe siècle, reconnaît toutefois Démétrius III de Géorgie comme roi légitime jusqu'en 1452. Plusieurs chartes royales indiquent que le règne de Georges VIII commence le 25 décembre 1446.

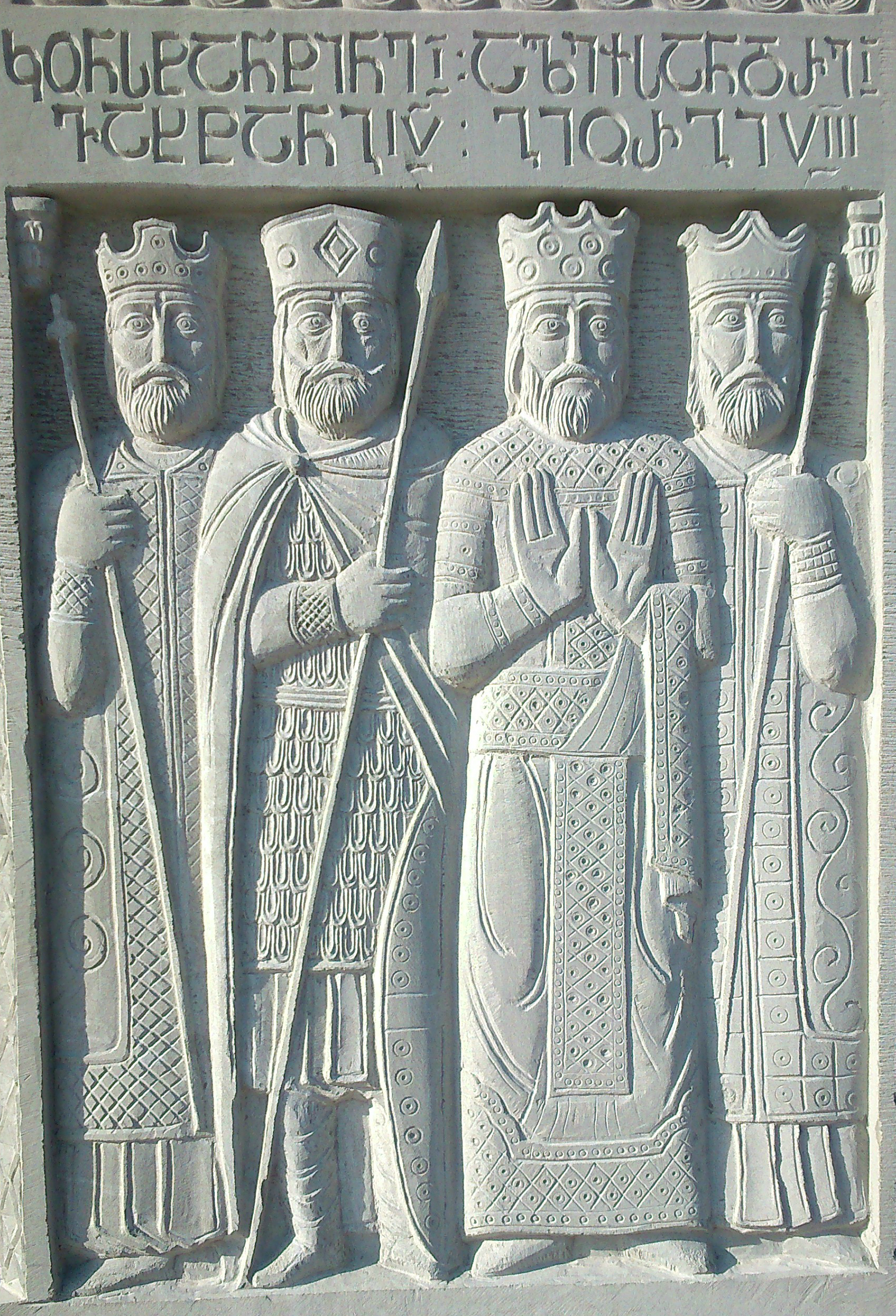
Relief de quatre rois géorgiens, dont Vakhtang IV et Georges VIII à droite.

L'armée géorgienne reste puissante depuis les réformes d'Alexandre Ier, comme le démontre son succès face aux Turkmènes en 1444. Dans ses missions diplomatiques, Georges VIII estime pouvoir assembler 70 000 hommes, une grande différence comparée à deux décennies plus tard quand une armée turkmène de 40 000 soldats ravage le pays. Cette force devient stratégique dans un monde orthodoxe de plus en plus assiégé par les Ottomans. C'est ainsi qu'en 1451, Georges Sphrantzès, grand diplomate byzantin, arrive auprès de Georges VIII afin de trouver une épouse pour l'empereur Constantin XI Paléologue.
Le roi consent à accorder sa fille en mariage à l'empereur mais se heurte dans les détails financiers : tandis que Constantinople réclame une dot, la tradition géorgienne demande un prix de la fiancée et Georges VIII réclame dans les négociations une série de villages byzantins. Finalement, le roi accepte de payer 56 000 ducats, des bijoux, des beaux meubles, des vêtements de cérémonie et une rente annuelle de 3 000 ducats. Cette somme risquait de ruiner la Géorgie mais le projet mariage ne se concrétise pas, car Constantinople tombe aux mains des Ottomans en 1453. Du fait cet accord entre Byzance et Tbilissi, les Ottomans, aux portes de Constantinople et souhaitant éloigner les alliés potentiels de l'empire avant d'entreprendre leur siège, organisent en 1451 une incursion rapide mais dévastatrice sur les côtes de l'Abkhazie contre laquelle les forces géorgiennes ne parviennent pas à riposter.

### Premiers problèmes
Dès son avènement, Georges VIII doit faire face aux ambitions séparatistes des grandes principautés géorgiennes, telles que la Mingrélie, la Gourie et le Samtskhé, qui exercent déjà leur propre politique militaire et diplomatique. Bien que Georges règne officiellement comme souverain sur toute la Géorgie, son contrôle se limite de facto au Karthli. En 1447, une guerre civile éclate en Samtskhé quand Agbougha Jakéli, l'atabeg soutenu par Tbilissi, est renversé par Qvarqvaré III. Aghbougha se réfugie auprès de la cour royale et continue de se faire reconnaître comme souverain de sa province par Georges VIII jusqu'à sa mort en 1451. Quand celui-ci meurt, le roi, convaincu par les vizirs du rebelle, offre le titre d'atabeg et sa reconnaissance à Qvarqvaré III, mais cela ne change pas les relations tendues entre le royaume et son vassal.
Qvarqvaré III Jakéli, qui règne ensuite comme un dirigeant autocratique, entreprnd une politique de séparation totale d'avec la couronne géorgienne. Il confisque Vardzia et des domaines royaux et proclame l'autocéphalie de l'Église orthodoxe de Samtskhé avec l'aide d'un métropolitain grec qui fait venir un clergé de Jérusalem et d'Antioche. Bientôt, les noms de Georges VIII et le catholicos géorgien David IV sont omis dans les prières régionales et Qvarqvaré élève l'évêque d'Atsqouri au statut de patriarche. En réponse, David IV fait excommunier tous les prêtres reconnaissant cette autocéphalie et organise un boycott des églises locales par les Géorgiens de Samtskhé. L'Église de Samtskhé craignant une crise financière, l'évêque d'Atsqouri abandonne le projet d'autocéphalie et se fait ordonner à nouveau à Mtskheta, signe d'une défaite stratégique de Qvarqvaré.
En 1452, ou 1453, Démétrius III meurt dans un accident de chasse. Georges VIII devient ainsi le seul souverain de Géorgie. Le jeune prince Constantin Bagration, fils de Démétrius, est placé sous la protection du roi, qui l'éduque dans les arts militaires.

### Seul monarque

#### Une harmonie fragile
À la mort de Démétrius, Georges est couronné comme seul roi de Géorgie portant la titulature traditionnelle des monarques géorgiens : « Roi des rois des Abkhazes, des Kartveliens, des Raniens, des Kakhétiens et des Arméniens, Chirvanchah et Chahanchah et Maître de tout l'Est et de l'Ouest ». Son couronnement, dans la capitale religieuse de Mtskheta, est célébré par le catholicos David IV et tous les évêques géorgiens assistent à la cérémonie. Il tente alors de s'allier à la noblesse de Géorgie occidentale et nomme en 1455 l'ambitieux Bagrat Bagration comme duc de Samokalako, contrôlant l'Iméréthie.
Arrivé sur le trône, il doit faire face à une révolte en Chirvan, une province musulmane de la Mer Caspienne et vassale de la Géorgie. Le chah local, Khalilullah Ier, tente de former un État indépendant et cesse de payer tribut. Georges VIII envahit alors la région et, après un court siège de Qabala, il force le Chirvan à retourner dans la sphère d'influence géorgienne et les Chirvanais se remettent à payer tribut à Tbilissi.
En 1456, Ouzoun Hassan, chahanchah des Aq Qoyunlu, envahit une première fois la Géorgie, dévastant l'Arménie et assiégeant la citadelle d'Orbeti. Celle-ci est sauvée des Turkmènes quand le gouverneur local offre sa soumission et aide Ouzoun Hassan à envahir le reste du royaume. Ce dernier ravage par la suite la Karthli et occupe la ville de Moukhran, avant de retourner en Perse.

#### Vers une nouvelle croisade
La chute de Constantinople isole la Géorgie de tout contact occidental. L'Europe, quant à elle, fait face à une nouvelle réalité géopolitique : la montée au pouvoir de Mehmed II risque de créer un nouvel ennemi commun aux catholiques de l'Occident. Ce changement draconien de situation dans le voisinage de la Géorgie oblige les différents nobles et souverains géorgiens à former un semblant d'unité et en 1459, un armistice est conclu entre Tbilissi et le Samtskhé. Georges VIII voit alors une opportunité pour réagir contre le monde musulman et devenir le centre d'une possible croisade.
En 1452, le pape Nicolas V s'engage dans un projet de reconquérir Constantinople des mains des Turcs, mais sa mort en avril 1455 met fin à ses plans. En 1456, Ludovico di Bologna, nonce apostolique de Calixte III, arrive en Géorgie pour présenter un rapport complet sur le royaume et sur l'Église orthodoxe géorgienne pour Rome, dans lequel il note la piété des Géorgiens, mais également la grave situation causée par les conflits civils dans la région. À la suite de ce rapport, Rome demande à Georges VIII d'envoyer une ambassade en Europe et en septembre 1459, le nouveau pape Pie II lance un appel public pour une nouvelle croisade anti-ottomane. Dès le mois de novembre, une communication régulière commence entre Georges VIII, Qvarqvaré III, Pie II, le doge de Venise Pasqual Malipiero et le duc de Bourgogne Philippe le Bon.
Georges VIII promet une large force de 120 000 soldats (ou 140 000 selon certaines sources) aux Européens dans le cadre de cette croisade, dont 40 000 de Géorgie, 30 000 de l'empire de Trébizonde (alors sous la protection de la Géorgie), 20 000 d'Arménie, 20 000 de Samtskhé et 10 000 de Mingrélie. D'autres contributions sont aussi attendues de Gourie, ainsi que 30 vaisseaux depuis le port d'Anacopie et une force limitée d'Ouzoun Hassan, qui revendique lui-même la ville ottomane de Bursa. Tbilissi organise le plan de cette potentielle croisade : les forces géorgiennes devraient envahir l'Anatolie avec un contingent de Qvarqvaré III avançant vers la Palestine, tandis que les Européens lanceraient un front en Grèce. 

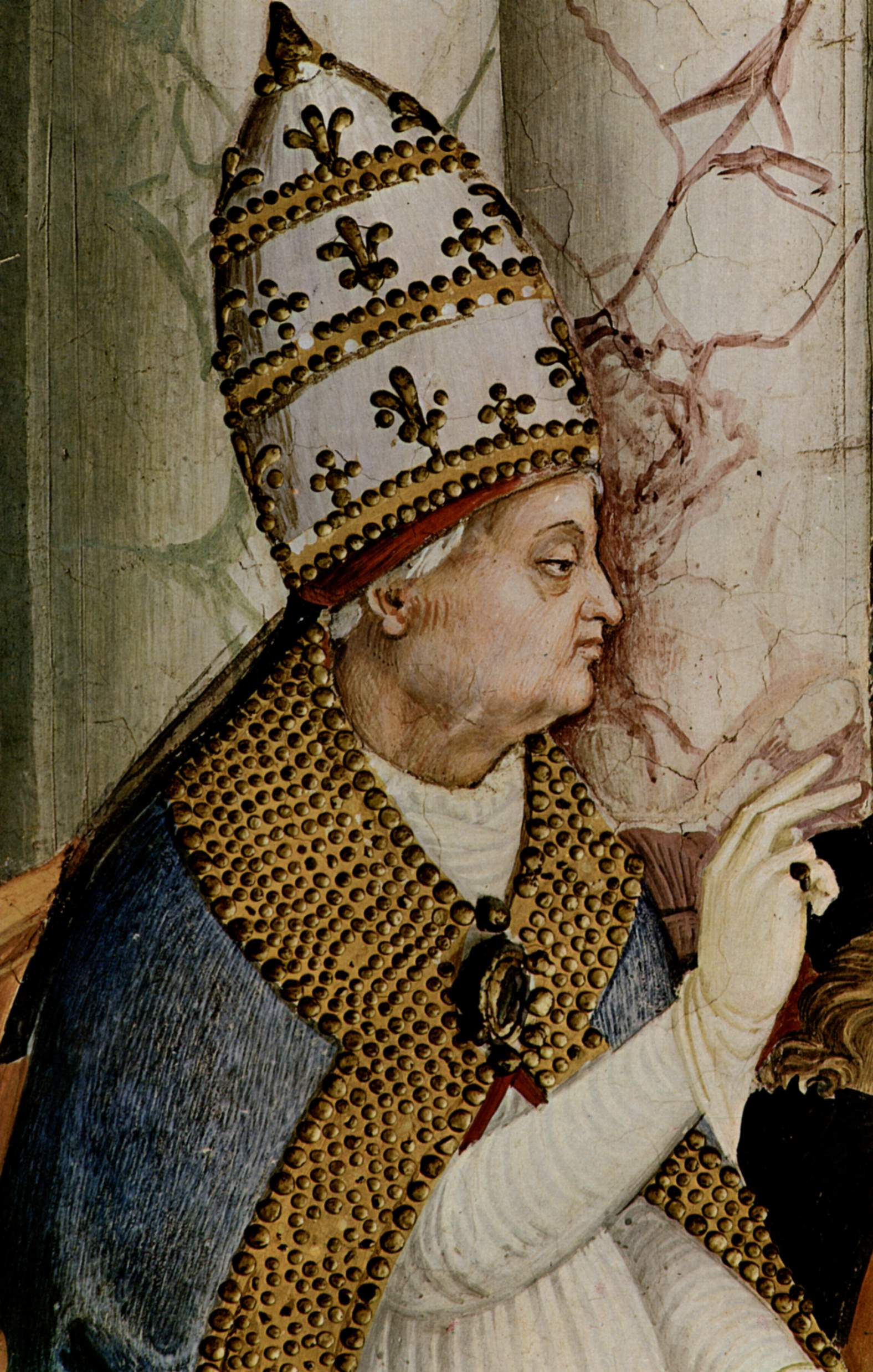
Le pape Pie II soutient le projet de croisade.

En 1460, une large ambassade de Géorgiens, Arméniens, Trapézontins et Persans, menée par l'évêque Nicolas de Tbilissi et le Mingrélien Kassadan Qartchikhan, arrive en Europe et rencontre Frédéric III, empereur romain-germanique, à Vienne. À Venise, la délégation est accueillie par le Sénat vénitien, avant de se diriger vers Florence pour s'adresser à un conseil catholique en latin. À Rome, les Géorgiens rencontrent Pie II en décembre 1460, qui commet l'erreur de nommer Georges VIII « roi des Persans » et le duc Bagrat de Samokalako « roi des Ibères ». Depuis Rome, le pape envoie l'ambassade à travers l'Europe afin de sécuriser l'assistance militaire.
En mai 1461, la délégation arrive à Paris pour trouver un Charles VII mourant et incapable de prendre une décision d'une telle importance. À Saint-Omer, les Géorgiens rencontrent Philippe le Bon, mais celui-ci hésite à s'engager dans une croisade, craignant le sort de sa couronne en son absence. À Gand, ils rencontrent les représentants de la noblesse de Bourgogne mais ne parviennent pas à les convaincre des bénéfices d'une telle guerre. Le 15 août, ils retournent vers Paris pour assister au couronnement de Louis XI de France, mais ce dernier refuse de s'engager dans une croisade, devant faire face à une série de problèmes internes.

Le projet de croisade échoue quand les dirigeants occidentaux refusent de participer. Les négociateurs géorgiens quittent l'Europe en disant : 
« Pour n'avoir pas su profiter du moment favorable, l'Europe verra les Turcs aux portes de Vienne. »

#### Chute de Trébizonde
L'empire voisin de Trébizonde demeure le dernier bastion de l'Empire byzantin après à la chute de Constantinople. Constitué en 1204 avec l'appui de la reine géorgienne Tamar (une ancêtre de Georges VIII), cet État de la mer Noire est l'un des plus proches alliés de Tbilissi, vassalisé à l'occasion par le royaume de Géorgie. L'empereur Jean IV (r. 1429-1459) qui a épousé la sœur de Georges vit à la cour royale durant l'enfance de ce dernier. Lors des communications entre la Géorgie et l'Occident, le roi géorgien promet également une force militaire émanant de Trébizonde pour participer à une nouvelle croisade.
Cette alliance étroite entre Tbilissi et Trébizonde provoque le mécontentement de Mehmed II, conquérant de Byzance. Craignant le même sort que Constantinople, Jean IV cherche une protection militaire auprès de Georges VIII. Les Ottomans comprennent toutefois que la ville de Trébizonde est bien protégée par une série élaborée de murs et une flotte géorgienne pourrait ainsi sauver la capitale impériale. Constantin d'Ostrovica, qui sert dans l'armée turque, raconte l'incursion de Mehmed II en Géorgie afin d'intimider Georges VIII et l'empêcher de venir en aide aux Trapézontins. Les Turcs parviennent à avancer jusqu'au Rioni et aux montagnes de Ciscaucasie, signalant une probable attaque sur Koutaïssi.

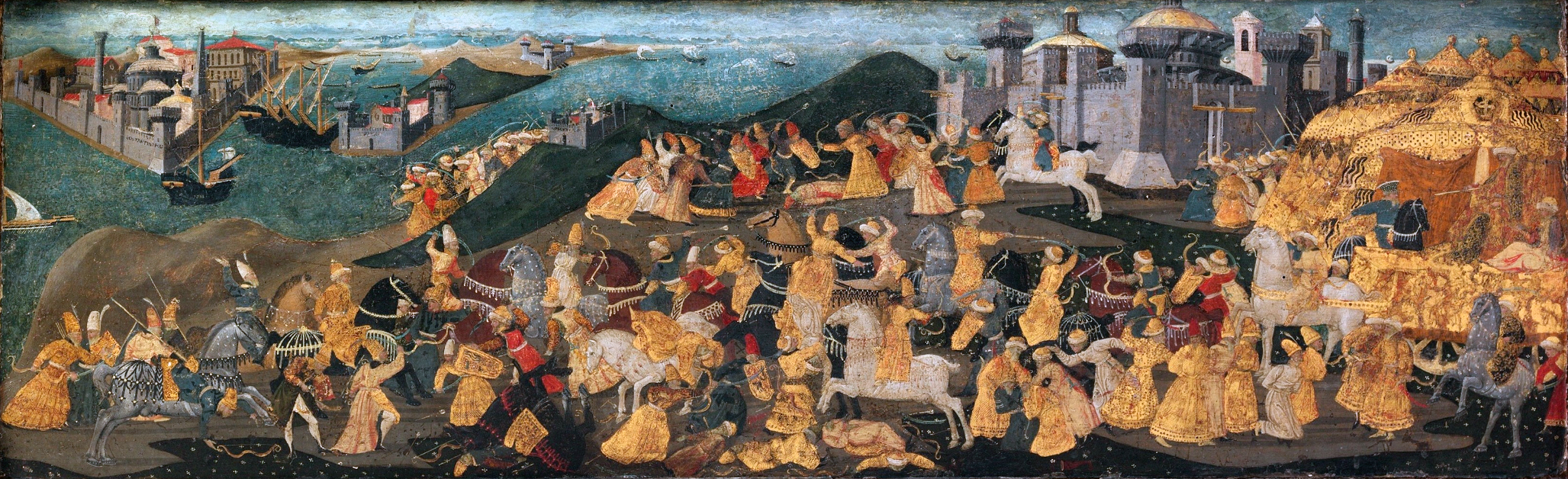
La conquête de Trébizonde par Apollonio di Giovanni di Tommaso

Le 14 septembre 1460, alors que l'ambassade géorgienne est toujours en Europe, Mehmed II met siège sur Trébizonde. L'empereur David II attend en vain le secours de la Géorgie voisine pendant plusieurs mois avant de finalement ouvrir les portes de la ville le 15 août 1461, exactement 200 ans après la capture de Constantinople par Michel VIII Paléologue, mettant fin au dernier vestige de la civilisation byzantine. Hélène Cantacouzène, femme de l'empereur, se réfugie en Géorgie, à la colère du sultan. Quelques années plus tard, Georges Comnène, le dernier fils survivant de David, quitte sa prison de Constantinople pour se réfugier auprès de Georges VIII.

#### La révolte imère
L'unité au sein des États géorgiens disparaît après l'échec de la mission diplomatique de Georges VIII. Qvarqvaré III de Samtskhé reste formellement le sujet et partenaire du roi, mais commence à encourager le duc Bagrat de Samokalako à se révolter contre la couronne. Ce dernier est lui-même héritier de la dynastie des Bagrations d'Iméréthie, la branche aînée de la famille royale dont le dernier souverain, Constantin II d'Iméréthie, est renversé par Tbilissi en 1401, et commence à prétendre au trône de ses ancêtres. Celui-ci étant l'oncle de Georges VIII, la noblesse d'Iméréthie ne suspecte pas Bagrat de séparatisme, mais ce dernier est bientôt encouragé par les puissants de Géorgie occidentale.
En plus du Samtskhé, Bagrat s'allie à Liparit Ier de Mingrélie, Mamia de Gourie et les princes d'Abkhazie et de Svanétie, à qui il promet de les libérer de toute imposition centrale. Ensemble, les rebelles capturent de nombreuses forteresses à travers l'Iméréthie en 1462, à la suite de quoi Georges VIII abolit le duché de Samokalako et décide d'intervenir. En 1463, le roi traverse la chaîne de Likhi et réclame l'aide militaire du Samtskhé, dont il est convaincu de sa loyauté. Qvarqvaré III débarque en Iméréthie avec ses troupes mais fait camp loin de la zone de conflit, attendant de voir le vainqueur. Cette réaction est largement vue comme une aide directe envers les séparatistes.

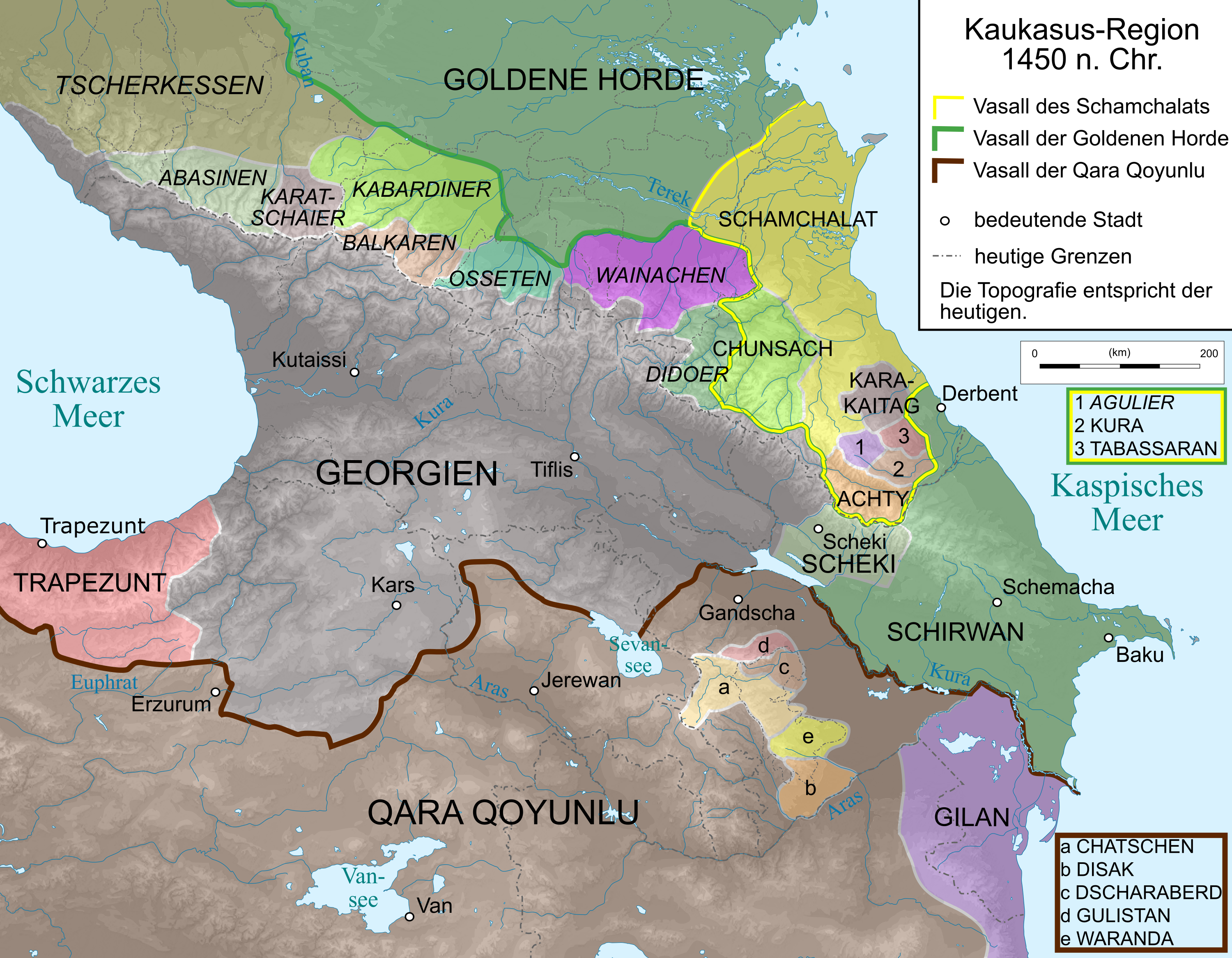
Étendue du royaume de Géorgie à l'avènement de Georges VIII

Georges VIII et Bagrat s'affrontent lors de la bataille de Tchikhori, durant laquelle les rebelles infligent une défaite décisive aux forces du gouvernement central. Le roi Georges se replie vers la Karthli et punit sévèrement la noblesse qu'il ne juge pas assez fidèle. Bagrat prend quant à lui Koutaïssi, la plus grande ville de Géorgie occidentale, et se fait couronner roi d'Iméréthie en tant que Bagrat II devant la grande noblesse de Mingrélie, Gourie, Abkhazie, Samtskhé et Svanétie, mais son pouvoir reste faible, y compris au sein de sa capitale. La bataille de Tchikhori signale le début de la chute du royaume de Géorgie : les monarques géorgiens ne contrôleront plus jamais la totalité de la Géorgie.

#### Guerre contre le Samtskhé
Qvarqvaré III de Samtskhé entame une nouvelle fois ses plans d'indépendance contre Tbilissi. Il fait bientôt frapper sa propre monnaie à Akhaltsikhé et se fait nommer « mephe » (მეფე, roi) dans ses décrets, avant de déclarer la guerre contre Georges VIII. Dans ce plan, il engage l'aide du chahanchah Ouzoun Hassan, qui parvient à vaincre le roi géorgien en 1462 (1461, 1463 selon certaines sources) et occupe la région de Loré. Cette alliance se retourne sur Qvarqvaré quand les Persans ravagent et pillent le Samtskhé durant leur départ.
À la suite de cette défaite, Georges VIII décide de prendre sa revanche. Il profite d'une visite de l'atabeg en Iméréthie, durant laquelle celui-ci reconnaît le trône de Bagrat II, pour envahir le Samtskhé. Il y reçoit le soutien de la majorité de la grande et petite noblesse locale qui craint le règne autocratique de Qvarqvaré III et occupe la région sans affrontement. L'atabeg est contraint de se réfugier auprès du roi imère temporairement. L'absence de Georges VIII de ses domaines ouvre les portes à Ouzoun Hassan à retourner en Géorgie et en 1463, il envoie ses généraux Tavrij Guilak et Timour pour dévaster la Karthli. Georges VIII et ses troupes se précipitent vers l'ennemi mais sont vaincus par les envahisseurs, à la suite de quoi les Turkmènes ravagent la Géorgie orientale. Tbilissi perd rapidement le contrôle de la situation et les provinces orientales de Chirvan, Arran et Movakan se libèrent du joug géorgien.
Parallèlement, Qvarqvaré III, avec les troupes de Bagrat II, retourne en Samtskhé pour récupérer ses domaines. Après avoir repris Akhaltsikhé, il punit sévèrement la noblesse locale, exécutant plusieurs de ses ennemis. Le noble Zaza de Panaskerti se réfugie à la cour de Georges VIII et deviendra conseiller royal. L'atabeg utilise par la suite l'aide du duc Mamia de Gourie pour reconquérir ses provinces infidèles et lui offre les provinces d'Adjarie et de Tchaneti en échange, solidifiant le morcellement de la Géorgie occidentale.

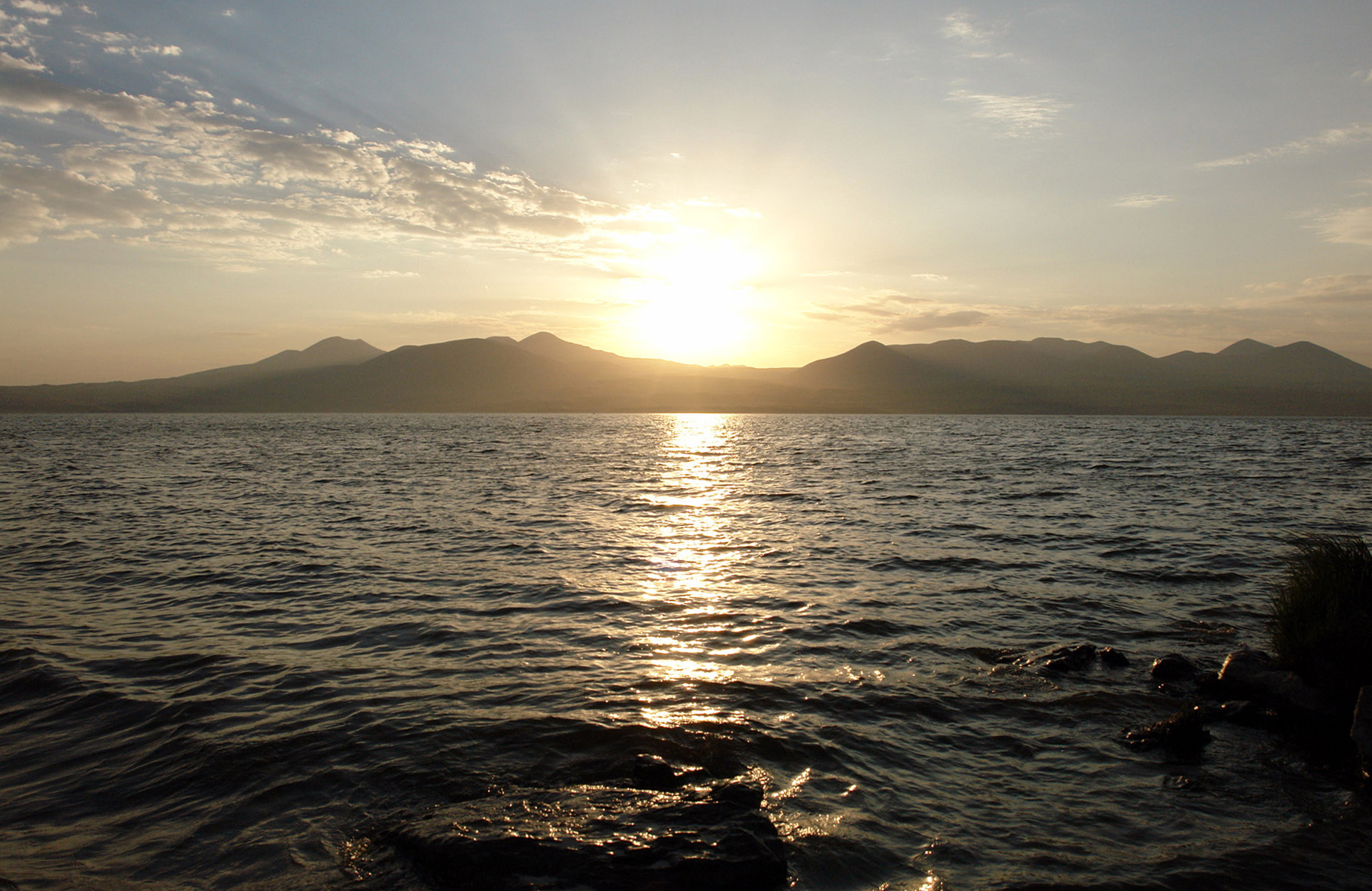
La bataille finale entre Qvarqvaré III et Georges VIII se déroule près du lac Paravani.

En 1465, Georges VIII est victime d'une tentative d'assassinat durant laquelle son aide, Iotham Zedguinidzé, succombe d'un coup de poignard. Le roi élève les fils de Zedguinidzé à la haute noblesse en hommage au service de leur père et leur offre de nombreuses citadelles en Karthli, la dignité de moouravi (მოურავი, préfet) de Gori et le titre de « généralissime de Karthli »,. À la suite de cet événement, il décide d'envahir une nouvelle fois le Samtskhé, après avoir sécurisé une alliance avec le duché d'Aragvi.
Georges VIII et Qvarqvaré III s'affrontent lors d'une bataille décisive au lac Paravani, un jour après une seconde tentative d'assassinat et un tour échoué de négociations. Durant la bataille, les forces du gouvernement central se révèlent victorieuses mais l'atabeg et sa garde parviennent à encercler la position du roi. Ce dernier est capturé avec le reste de sa suite royale. Le jeune Constantin Bagration, son neveu, réussit à s'échapper et prend en charge les troupes géorgiennes, mais doit se replier vers le nord, avant de se faire assiéger à Gori par Qvarqvaré, à la suite de quoi il prend refuge en Géorgie occidentale. Georges VIII est emprisonné à Akhaltsikhé, marquant la fin de son règne en tant que roi de Géorgie.

### Emprisonnement et libération
Sans pouvoir central, la situation dégénère sérieusement au sein du royaume. Constantin Bagration réfugié en Géorgie occidentale, le trône est vacant à la suite de la capture de Georges VIII. Le roi devient l'otage de Qvarqvaré III de Samtskhé jusqu'aux premiers mois de 1466. En février 1466, Bagrat II d'Iméréthie parvient avec son armée dans la capitale géorgienne et, après avoir offert deux familles paysannes au catholicos David IV, il se fait couronner roi de Géorgie sous le nom de Bagrat VI de Géorgie, déposant ainsi le prisonnier Georges VIII. Bagrat contrôle désormais la majorité du royaume, sauf la province de Kakhétie, qui se révolte contre l'autocratie du nouveau souverain et nomme le noble David de Didoeti comme souverain régional.
Qvarqvaré III craint le pouvoir croissant du nouveau monarque géorgien, malgré avoir soutenu son ascension. Pour le Samtskhé, la stabilité à Tbilissi est une menace pour les ambitions séparatistes de la dynastie Djaqeli, peu importe le monarque ainsi sur le trône. L'atabeg (Qvarqvaré III selon les historiens contemporains, son fils Baadour selon Vakhoucht Bagration) s'accorde alors avec le prisonnier Georges : ce dernier promet de pardonner la trahison du Samtskhé, assurer l'autonomie d'Akhaltsikhé et cesser de prétendre à la Géorgie occidentale en échange de sa liberté. Une version peu reconnue rajoute que Georges est aussi contraint d'épouser la princesse Tamar Djaqeli, fille de Qvarqvaré III, malgré le fait qu'il est toujours marié à Nestan-Daredjan, qui réside à Tbilissi.

Décret royal de Georges VIII

Nommé responsable d'une armée de Samtskhé, Georges tente d'envahir la Karthli en 1466, mais il n'y rencontre qu'une large opposition de la part de la noblesse locale, qui craint la revanche d'un Georges VIII de retour au pouvoir. Vaincu en Karthli, il part avec l'atabeg et ses troupes pour la Kakhétie, alors sous le contrôle de David de Didoeti. Dans cette province de Géorgie orientale, Georges reçoit le support de la petite noblesse de Kakhétie et d'Hérétie, probablement un hommage à son ancien mandat comme gouverneur de Kakhétie. Il défait bientôt David de Didoeti, malgré son appui militaire par Bagrat VI, et l'expulse dans les régions montagnardes de Kakhétie, devant rester au centre de la région pour consolider son pouvoir et ne pouvant pas le poursuivre. L'atabeg retourne au Samtskhé et y déclare son indépendance et Georges reste en Kakhétie, aggravant la fracture géorgienne.

### Roi en Kakhétie
Georges se fait couronner roi de Kakhétie en 1466 au monastère de Bodbé, le centre religieux de Géorgie orientale en tant que Georges Ier, restaurant ainsi un ancien royaume aboli par Tbilissi au XIIe siècle. Il a toutefois du mal à faire reconnaître son autorité lors de son avènement et, malgré sa reconnaissance comme monarque par la province montagnarde de Didoeti en échange de la liberté de David de Didoeti, les autres peuplades du nord de la Kakhétie restent formellement soumises au royaume de Géorgie. Ainsi, les Khevsours, les Touchetiens et les Pchavs ne font de lui qu'un seigneur de Kakhétie et ce n'est qu'a la suite d'un accord avec Tbilissi que leurs provinces entrent dans les domaines de Georges.
Faisant face à une grande noblesse hostile à l'idée de l'indépendance kakhétienne, il forme une série d'alliances avec la classe paysanne, la petite noblesse des seigneurs de villages et son ancien ennemi, Bagrat VI. Avec ce dernier, il s'accorde sur un partenariat militaire aux alentours de 1467 pour l'aider dans le conflit qu'il mène contre Constantin II, l'ancien protégé de Georges qui prétend également à la couronne géorgienne, en échange de la reconnaissance de la Kakhétie comme royaume indépendant. Georges et Bagrat VI envahissent ensemble la Karthli et expulsent Constantin II hors de la Géorgie centrale, autorisant Bagrat à recapturer Tbilissi et sa couronne. Bagrat VI envoie par la suite un détachement de forces royales pour capturer les nobles récalcitrants de Kakhétie et aider Georges à solidifier son pouvoir.
À la suite d'une tentative de révolte pour placer David de Didoeti sur le trône qui échoue vers 1470, Georges Ier s'engage à réformer le système de gouvernance en Kakhétie pour mettre un terme à la puissance des nobles. Il abolit les duchés semi-autonomes et établit une série de préfectures, dont Qiziqi, Elisseni, Tsoukheti, Didoeti, Tianeti, Tchiaouri, Childa, Kvareli, Martkophi, Gremi et Pankissi. Celles-ci sont dirigées par des moouravis (préfets) nommés par le roi qui sont chargés de collecter les impôts et de les rapporter à la capitale, Gremi. Ces préfets sont changés régulièrement, abolissant le pouvoir de la noblesse héréditaire. Par la suite, Georges organise une réforme militaire, divisant le royaume en quatre districts nommés sadrocho (სადროშო), chacun avec ses troupes menées par un évêque nommé par le roi, une grande différence à la Géorgie occidentale où les troupes sont menées par les puissants princes héréditaires.
Georges élève l'abbé du monastère d'Alaverdi au statut d'évêque, lui offre un diocèse et le met en tête des autres évêques régionaux. Tandis que la Kakhétie continue à reconnaître la suprématie de l'Église orthodoxe géorgienne, la réforme de Georges fait de la province une région autonome au sein du Catholicossat. La ville de Gremi est élevée au statut de capitale et le roi fait agrandir et renforcer la cité et abolit l'autonomie de la province, ainsi que le nom de l'Hérétie. Ces réformes parviennent à préserver la paix et la stabilité au sein de la Kakhétie durant des décennies, supprimant le grand problème de la noblesse rebelle que la Karthli et l'Iméréthie doivent affronter jusqu'au XVIIIe siècle.

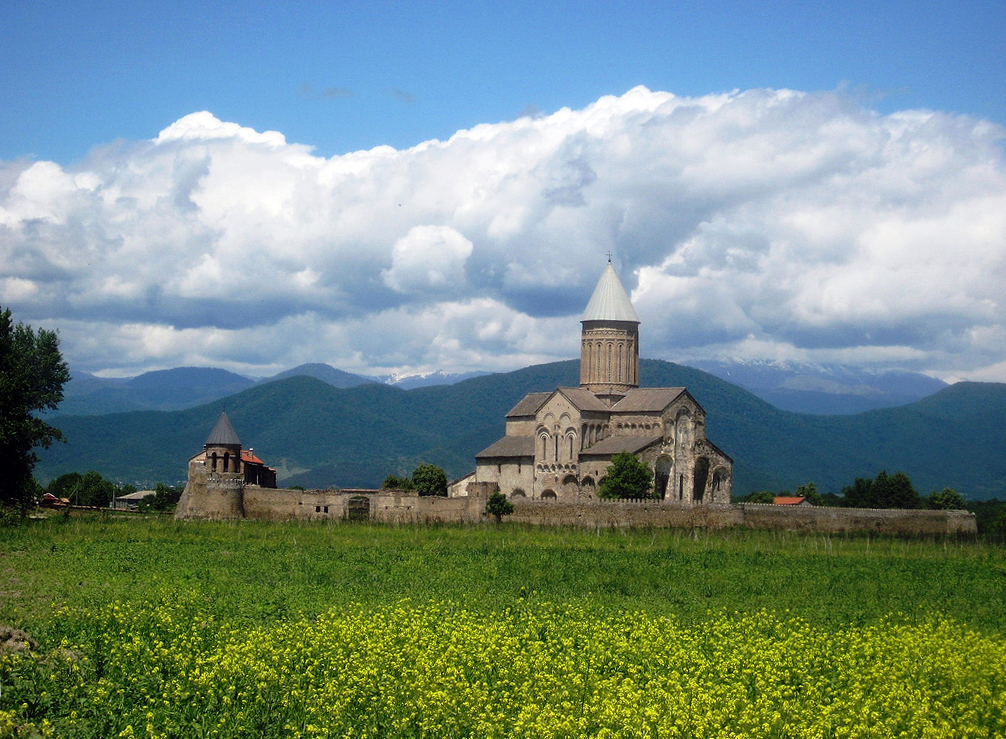
Alaverdi devient la capitale religieuse de la Kakhétie sous le règne de Georges.

Sur le plan international, la situation de la Kakhétie, aux portes de la Perse, reste plus complexe. Le chahanchah Ouzoun Hassan envahit bientôt le royaume et ravage les provinces de Kherki, Sagouramo, Martqophi et Tianeti et Georges est obligé de le reconnaître comme suzerain pour sécuriser la paix et se doit de lui payer un tribut annuel d'esclaves des deux sexes. Dans les années 1470, il refuse ainsi de venir en aide à son voisin de Karthli quand les Turkmènes dévastent la région et sécurise la paix pour la Kakhétie par des moyens diplomatiques. Selon Vakhoucht Bagration, Georges passe ses dernières années en vain à essayer de reconquérir le reste de la Géorgie.
Georges meurt en 1476 à une date inconnue. Il laisse sur le trône son fils aîné Alexandre, associé à son trône depuis 1460.

## Famille
Comme le déroulement de la vie de Georges VIII, sa famille demeure un sujet de débats dans l'historiographie géorgienne. Deux noms restent associés au titre de  reine consort, dans les sources contemporaines : Tamar et Nestan-Daredjan. Une charte royale datant du 7 août 1453 mentionne « notre consort, la Reine des reines, Dame Tamar », faisant d'elle la mère d'au moins certains des enfants royaux. Des documents royaux de 1458, 1460 et 1463 citent la reine Daria (Nestan-Daredjan), ainsi que le premier fils royal, Alexandre, qui serait aussi le fils de Daria.
Le généalogiste Cyrille Toumanoff avance que Tamar et Nestan-Daredjan sont la même personne, une cousine de Georges, fille de son oncle Bagrat Bagration. Selon Toumanoff, un tel polynôme est courant dans la haute société géorgienne, une mémoire de la double origine culturelle de la Géorgie : helléno-chrétienne (Tamar) et irano-caucasienne (Nestan-Daredjan). D'autres historiens modernes ne suivent toutefois pas l'explication de Toumanoff et assument deux mariages à Georges, selon la tradition des Chroniques géorgiennes. La version de Donald Rayfield fait de Tamar la seconde épouse du roi, fille de l'atabeg Qvarqvaré III de Samtskhé, qu'il est obligé de marier durant son emprisonnement, expliquant l'anachronisme des chartes royales avec la disparition du premier fils de Tamar, Vakhtang (qui aurait dû être l'héritier royal selon la tradition monarchique). Une autre version assume le contraire, faisant de Daria la seconde épouse, donnant son statut en tant que reine douairière durant le règne d'Alexandre Ier. Ces versions n'expliquent toutefois pas les documents contemporains nommant Alexandre Bagration le fils aîné du roi et le fils de Daria.
Georges VIII de Géorgie a au moins trois enfants :
- Alexandre Bagration (1445 ou v. 1456 - 1511), roi associé de Géorgie (1460-1465) et roi de Kakhétie (1476-1511)[65] ;
- Vakhtang Bagration (v. 1445 - av. 1510), un « roi régional »[67] ;
- une fille, fiancée à l'empereur Constantin XI Paléologue en 1451, puis épouse de Georges Shaburidze, fils du duc Vameq d'Aragvi[68].

## Héritage

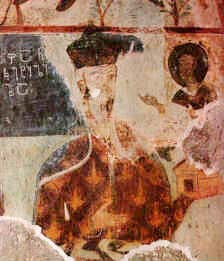
Zaza de Panaskerti, sous la protection de Georges VIII, entreprend de nombreux projets culturels en Géorgie.

Le règne de Georges VIII coïncide avec la chute de Constantinople, l'un des événements majeurs en Europe au XVe siècle. La conquête de l'Empire byzantin en 1453 (puis celle de Trébizonde en 1461) ouvre les portes à un nouvel ennemi aux portes de la Géorgie, la Turquie ottomane, présentant une menace non seulement militaire, mais aussi commerciale. La coupure de la route mercantile passant par Byzance isole la Géorgie de ses partenaires commerciaux des républiques maritimes d'Italie, appauvrissant sérieusement le royaume géorgien, tout en obligeant l'Europe occidentale à rechercher de nouveaux chemins commerciaux. 
Sous Georges VIII, la noblesse obtient de plus en plus de pouvoir, une tendance qui commence sous le règne de Vakhtang IV et qui génère un chaos permanent. La petite noblesse, la classe des aznaouris (c'est-à-dire : seigneurs de village), devient largement autonome, empêchant parfois le paiement d'impôts aux autorités centrales. La haute noblesse rebelle devient quasi-indépendante, refuse de faire reconnaître la juridiction royale dans ses domaines et soutient en 1462 l'usurpation de Bagrat Bagration. Le morcellement final du royaume de Géorgie commence par la déclaration d'indépendance par le Samtskhe et l'apparition de la nouvelle classe noble, celle des tavadis, princes de facto indépendants, faisant de Georges VIII le dernier roi de la Géorgie unifiée, malgré le fait que ce n'est qu'en 1490 que la division devient officielle.
Toutefois, son règne en Kakhétie présente une série de réformes suivies d'une longue période de stabilité, qui contraste avec  le chaos dominant en Iméréthie et en Karthli, en réduisant le pouvoir des nobles et élevant le statut de ses plus loyaux serviteurs. Cette politique mène non seulement à la paix, mais aussi au repeuplement de la région.
Sur le plan culturel, Georges VIII est le protecteur du noble Zaza de Panaskerti, un seigneur de Samtskhé qui se réfugie à la cour royale pendant la guerre entre Georges et Qvarqvaré III. Zaza devient l'auteur du livre médical Kabardiani, le créateur d'un centre culturel transcaucasien à Mdzovreti en Karthli intérieure et le restaurateur du monastère de Kintsivi. À Jérusalem, Georges nomme Beena Tcholoqachvili comme abbé du monastère de la Croix ; ce dernier étend l'influence des Géorgiens en Terre Sainte et expulse les catholiques français et orthodoxes arméniens de la cathédrale Saint-Jaques de Jérusalem. Les cavernes de Vani portent également un héritage culturel datant la guerre du triumvirat géorgien, qui cause dans les années 1460 l'exil de nombreux petits nobles hors de Samtskhé : une petite église des cavernes contient les engravures de poèmes rédigés par les épouses réfugiées de ces nobles.
Le roman italien L'ultimo Paleologo d'Emanuele Rizzardi (2017) se déroule en Géorgie durant la chute de l'empire byzantin et Georges est l'un des principaux antagonistes du livre, mais est mentionné par erreur comme duc d'Iméréthie et usurpateur au trône.

## Incertitude chronologique
La vie de Georges VIII est l'une des plus troublées des rois de Géorgie. Les Chroniques géorgiennes, la première source sur la vie des monarques géorgiens médiévaux, sont largement confuses en ce qui concerne Georges, que ce soit sur son règne, sa famille ou sa chronologie. Vakhoucht Bagration, qui suit l'auteur anonyme de la biographie du roi Georges, lui donne un règne de seulement 10 ans, tandis que Marie-Félicité Brosset lui accorde un règne de 24 ans (cohérent avec la période comprise entre 1442, l'année d'abdication d'Alexandre Ier de Géorgie, et 1476, la mort de Georges VIII). La plus ancienne charte royale signée par le roi Georges date de 1447, moins d'un an après la mort de Vakhtang IV, mais une charte de 1449 mentionne la cinquième année du roi, faisant, sans explication, de 1444 l'année d'avènement de Georges. Toujours sans explication, une autre charte mentionne 1454 comme la 15e année de règne du roi Georges.
La source médiévale, suivie par W.E.D. Allen, fait de Georges VIII, qui est aussi parfois nommé « Georges IX » dans les chroniques prenant en compte le prince Georges, co-roi en 1408-1412, et Georges Ier de Kakhétie deux rois différents, une version réfutée par les historiens modernes. Selon cette version, Georges VIII arrive sur le trône non pas en 1446 après Vakhtang IV, mais en 1453, après la mort de son frère Démétrius III, et est le père du futur Constantin II, tandis que Georges Ier devient roi de Kakhétie en 1471, succédant à son père David de Didoeti (lui-même possiblement fils de Démétrius III) et régnant jusqu'en 1492. L'existence de David de Didoeti reste le sujet de débats, mais les historiens modernes ne lui accordent pas le titre de roi et ne lui donnent pas de parenté avec Georges. Cette même source prétend que Georges VIII meurt en 1469.
Les Chroniques géorgiennes font d'un certain Vakhtang le successeur de Georges en tant que roi de Kakhétie. Brosset identifie ce Vakhtang comme Vakhtang Bagration, le frère rebelle de Bagrat III d'Iméréthie qui se révolte contre ce dernier au début du XVIe siècle mais qui n'a pas de lien connu à la Kakhétie.